# Lerista terdigitata
Lerista terdigitata är en ödleart som beskrevs av  Parker 1926. Lerista terdigitata ingår i släktet Lerista och familjen skinkar. Inga underarter finns listade i Catalogue of Life.